# Wolf Jacob Herold
Wolf Jacob Herold oder Wolf Jakob Herold (getauft am 15. Juni 1593; beerdigt am 4. September 1632) war ein deutscher Geschütz-, Stück- und Glockengießer.
Herold war Sohn des Glockengießers Balthasar I. Herold und dessen Frau Margarete Winterschmid. Sein Bruder war Georg Herold.
Am 27. September 1620 heiratete er Sophie Hess. Er arbeitete am Spittlertor. Seine Witwe heiratete am 2. Oktober 1633 den Rotschmied Hans Herold.